# Craig Burley
Craig William Burley (Ayr, Escocia, 24 de septiembre de 1971) es un exfutbolista escocés, que se desempeñó como mediocampista y que militó en diversos clubes de Escocia e Inglaterra.

## Clubes
| Club              | País       | Año         |
| ----------------- | ---------- | ----------- |
| Chelsea           | Inglaterra | 1989 - 1997 |
| Celtic            | Escocia    | 1997 - 1999 |
| Derby County      | Inglaterra | 1999 - 2003 |
| Dundee            | Escocia    | 2003        |
| Preston North End | Inglaterra | 2004        |
| Walsall           | Inglaterra | 2004        |

## Selección nacional
Ha sido internacional con la Selección de fútbol de Escocia; donde jugó 46 partidos internacionales y ha anotado 3 goles por dicho seleccionado. Incluso participó con su selección, en una Copa del Mundo. La única Copa del Mundo en que Burley participó, fue en la edición de Francia 1998, donde su selección quedó eliminado en la primera fase de dicho torneo.